# Cantón de Alès-Noreste
El cantón de Alès-Noreste era una división administrativa francesa, que estaba situada en el departamento de Gard y la región de Languedoc-Rosellón.

## Composición
El cantón estaba formado por tres comunas, más una fracción de la comuna que le daba su nombre:
- Alès (fracción)
- Rousson
- Saint-Julien-les-Rosiers
- Saint-Martin-de-Valgalgues

## Supresión del cantón de Alès-Noreste
En aplicación del Decreto n.º 2014-232 de 24 de febrero de 2014, el cantón de Alès-Noreste fue suprimido el 22 de marzo de 2015 y sus 4 comunas pasaron a formar parte; dos del nuevo cantón de Rousson y dos del nuevo cantón de Alès-2.